# Подгорная (Ставропольский край)
Подго́рная — станица в составе Георгиевского района (городского округа) Ставропольского края Российской Федерации.

## Варианты названия
- Подгорное[2]

## География
Станица расположена на реке Кума, между веткой железной дороги «Минеральные Воды — Георгиевск» (о.п. 1863 км) и автотрассой «Минеральные Воды — Будённовск».
Станица имеет полуквартальную и периметральную квартальную застройку, жилой массив около 550 га.
Расстояние до краевого центра: 148 км.
Расстояние до районного центра: 7 км.

## История
Основана в 1754 году беглыми крестьянами (старейшее русское поселение в районе).
Согласно «Ведомости казённых и партикулярных сёл, слобод и деревень в Кавказской губернии» за 18 декабря 1789 года село Подгорное входило в Георгиевский уезд.
С 1831 года — станица.
С 1935 по 1953 год входила в Александрийско-Обиленский район.
В 1942-1943 годах станица была оккупирована нацистской Германией. На территории станицы фашистами были убиты 39 евреев, включая женщин и детей.
До 2017 года станица образовывала упразднённое сельское поселение станица Подгорная.

## Население
| 1789  | 1795  | 1816  | 1829  | 1844  | 1856  | 1858  | 1861  | 1870  | 1882  | 1890  | 1896  |
| ----- | ----- | ----- | ----- | ----- | ----- | ----- | ----- | ----- | ----- | ----- | ----- |
| 1798  | ↘884  | ↗1048 | ↘1038 | ↗1332 | ↗1534 | ↗1723 | ↘1700 | ↗2134 | ↗2576 | ↗2832 | ↗3057 |
| 1911  | 1914  | 1925  | 1926  | 1989  | 2002  | 2010  | 2011  | 2012  | 2013  | 2014  | 2015  |
| ↗4243 | ↗4795 | ↘4132 | ↗4515 | ↘4193 | ↗5242 | ↗5859 | ↘5856 | ↗5867 | ↗5871 | ↘5858 | ↗5892 |
| 2016  | 2017  | 2021  | 2023  |       |       |       |       |       |       |       |       |
| ↗5932 | ↘5892 | ↘5324 | ↘5300 |       |       |       |       |       |       |       |       |

Национальный состав
По итогам переписи населения 2010 года проживали следующие национальности (национальности менее 1 %, см. в сноске к строке «Другие»):
| Национальность | Численность | Процент |
| -------------- | ----------- | ------- |
| Русские        | 3556        | 60,69   |
| Цыгане         | 1222        | 20,86   |
| Армяне         | 894         | 15,26   |
| Другие         | 187         | 3,19    |
| Итого          | 5859        | 100,00  |

## Инфраструктура
- Дом культуры. Открыт 23 февраля 1967 года[27]
- Библиотека. Открыта 20 мая 1935 года[28]
- По улице Горького между домами № 3 и 5 расположено открытое кладбище площадью 20 тыс. м²[29]

## Образование
- Детский сад № 18 «Гармония»
- Средняя общеобразовательная школа № 20. Открыта 1 сентября 1955 года[30]

## Экономика
В станице располагаются: СПК-колхоз «Подгорненский» (образован 29 ноября 1951 года), ОАО «Георгиевец», АЗС.

## Почётные граждане
- Дурнев Петр Иванович (1924) — тракторист, комбайнёр, ветеран ВОВ
- Валентина Акимовна Зацепа (1944) — учитель
- Щербинин Василий Фёдорович (1952) — 20 лет был председателем сельсовета

## Памятники
В сквере станицы расположена Братская могила воинов, погибших в годы гражданской и Великой Отечественной войн (1918—1920, 1942—1943, 1972 годы) — памятник истории регионального значения.
25 сентября 2019 года решением Думы Георгиевского городского округа было удовлетворено ходатайство «Российского еврейского конгресса» об установке в станице памятника в память о мирных гражданах, расстрелянных нацистами в станице Подгорной в годы Великой Отечественной войны.